# Central Andros District
Central Andros District är ett distrikt i Bahamas. Det ligger på ön Andros i den sydvästra delen av landet, 90 km sydväst om huvudstaden Nassau.
Trakten runt Central Andros District består i huvudsak av gräsmarker. Trakten runt Central Andros District är nära nog obefolkad, med mindre än två invånare per kvadratkilometer.